# 戴維森縣 (田納西州)
戴維森縣（英語：Davidson County）是美国田纳西州中北部的一個縣，面積1,363平方公里。根據2020年美國人口普查，共有人口71萬5,884人。縣治纳什维尔（Nashville）也是州的首府。該縣成立於1783年（當時田納西仍屬北卡罗来纳州）。縣名紀念在美國獨立戰爭中戰死的威廉·L·戴維森（William L. Davidson）。